# Stazione di Saviano
La stazione di Saviano è una stazione della ferrovia Circumvesuviana, sita nell'omonimo comune.
Si trova sulla ferrovia Napoli-Nola-Baiano.

## Servizi
La stazione dispone di:
- Biglietteria (servizio attualmente sospeso)
- Parcheggio gratuito
- Telefoni pubblici (servizio attualmente sospeso)
- Servizi igienici (servizio attualmente sospeso)